# The Big Bang
The Big Bang ist das siebte Album des US-amerikanischen Rappers Busta Rhymes. Es erschien am 13. Juni 2006 über Aftermath Entertainment und Interscope Records.

## Produktion
Busta Rhymes und Dr. Dre treten auf The Big Bang als „Executive Producer“ in Erscheinung. Dre produzierte die Lieder Get You Some, How We Do It Over Here, Cocaina, Don't Get Carried Away und Legend of the Fall Offs. Darüber hinaus war er als Co-Produzent an Been Through the Storm, In the Ghetto und Goldmine beteiligt. Swizz Beatz steuerte den Beat zu Touch It, DJ Scratch zu New York Shit und Sha Money XL zu Been Through the Storm bei. Auf Get You Some und Cocaina wirkte Mark Batson als Co-Produzent mit. Weitere Produktionen sind den Hip-Hop-Musiker DJ Green Lantern (In the Ghetto), J Dilla (You Can't Hold the Torch), Erick Sermon (Goldmine), Will.i.am (I Love My Bitch), Mr. Porter (They're Out to Get Me), Jellyroll (I'll Do It All) sowie Timbaland und Nisan Stewart (Get Down) zuzuordnen.

## Titelliste
1. Get You Some (feat. Marsha Ambrosius und Q-Tip) – 3:45
2. Touch It – 3:35
3. How We Do It over Here (feat. Missy Elliott) – 3:36
4. New York Shit (feat. Swizz Beatz) – 3:01
5. Been Through the Storm (feat. Stevie Wonder) – 4:06
6. In the Ghetto (feat. Rick James) – 3:53
7. Cocaina (feat. Marsha Ambrosius) – 3:32
8. You Can’t Hold the Torch (feat. Q-Tip und Chauncey Black) – 3:30
9. Goldmine (feat. Raekwon) – 3:45
10. I Love My Bitch (feat. Kelis und Will.i.am) – 3:47
11. Don’t Get Carried Away (feat. Nas) – 3:30
12. They’re Out to Get Me (feat. Mr. Porter) – 5:02
13. Get Down – 3:40
14. I’ll Do It All (feat. Latoiya Williams) – 5:04
15. Legend of the Fall Off’s – 4:40

## Rezeption
Entertainment Weekly bewertete das Album mit der Note „A-“ sehr gut. Busta Rhymes weise auf dem Album mit berechtigtem stolz auf seinen Wechsel von J Records zu Aftermath Entertainment hin („I ain't on J Records, I'm on DRE Records: Aftermath, bee-yatch!“). Der Rapper strahle die Selbstsicherheit eines Mannes aus, der sich über die eigene „Auferstehung“ nach einer mehrjährigen Pause im Klaren ist.
Andy Kellman zeigte sich in einer Kritik für den All Music Guide enttäuscht über The Big Bang. Busta Rhymes habe auf keinem seiner Alben müder geklungen. Für die Lieder habe der Rapper eine Handvoll sehr gute Beats, etwa von Dr. Dre und dem 2006 verstorbenen J Dilla, verschwendet.

## Kommerzieller Erfolg

### Chartplatzierungen
The Big Bang ist das erste Album des Rappers, das Platz 1 der US-amerikanischen Charts erreichen konnte. 16 Wochen war es in den Billboard 200 zu finden. In Kanada stieg das siebte Album von Rhymes auf Position 6 ein. Mit Platz 10 konnte The Big Bang als erstes Album von Busta Rhymes auch die Top 10 der deutschen Album-Charts erreichen. Insgesamt platzierte es sich neun Wochen lang in der Hitparade von Deutschland. Auch in weiteren europäischen Staaten war das Album in den Charts vertreten, etwa in den Niederlanden (Platz 27), Frankreich (Platz 18), Österreich (Platz 29), Belgien (Platz 42) und der Schweiz (Platz 6). In Australien stieg Rhymes siebtes Album auf Rang 42 ein, in Neuseeland konnte es Position 11 erreichen.
| ChartsChartplatzierungen       | Höchstplatzierung | Wochen |
| ------------------------------ | ----------------- | ------ |
| Deutschland (GfK)              | 10 (9 Wo.)        | 9      |
| Österreich (Ö3)                | 29 (5 Wo.)        | 5      |
| Schweiz (IFPI)                 | 6 (12 Wo.)        | 12     |
| Vereinigte Staaten (Billboard) | 1 (16 Wo.)        | 16     |
| Vereinigtes Königreich (OCC)   | 19 (10 Wo.)       | 10     |

| ChartsJahrescharts (2006)      | Platzierung |
| ------------------------------ | ----------- |
| Vereinigte Staaten (Billboard) | 106         |

### Auszeichnungen für Musikverkäufe
| Land/Region                  | Auszeichnungen für Musikverkäufe (Land/Region, Auszeichnung, Verkäufe) | Verkäufe |
| ---------------------------- | ---------------------------------------------------------------------- | -------- |
| Vereinigte Staaten (RIAA)    | Gold                                                                   | 500.000  |
| Vereinigtes Königreich (BPI) | Silber                                                                 | 60.000   |
| Insgesamt                    | 1× Silber · 1× Gold ·                                                  | 560.000  |